# 9nine
9nine是LesPros娛樂旗下的一個日本女子音樂組合，成員全部由事務所屬下的藝人選出而成，成立于2005年。團體組成初期擁有9名成員，因而取名「9nine」，不過在經過數次成員變動後，最终在2010年確立了當中5個人的成員地位，並以5人組合身分繼續活動，但保留「9nine」的名字，2016年7月23日，川島海荷退團，以4人組持續活動。2019年4月6日「9nine one man live 2019 Forever 9nine」活動結束活動休止。

## 歷史

### 2005年－2010年：起步階段
2005年，LesPros娛樂事務所選出旗下9人組成組合，初始成員包括松澤梓、我妻三輪子、加藤瑠美、芦田万莉惠、吉田茉以、山岡美鳥、佐武宇綺、西脇彩華及三浦萌。翌年2月5日，9人在KDDI設計室進行團體組成後首個活動，並在2月14日情人節發佈出道單曲《Sweet Snow》，開始在都内各地進行Live和各種現場演出活動。
2007年1月，成員松澤梓和我妻三輪子在團體組成後2年宣布畢業退出團體，但同時加入了下垣真香、川島海荷兩位新成員補上空位。9nine在出道一週年，即2月14日發佈了第四首數位單曲《白色花瓣》，隨後在3月21日發佈首張專輯《first9》。12月，加藤瑠美畢業退出，9nine以8人組合繼續活動，但團名保持不變。6月4日，9nine首張由勝利娛樂發行的單曲《Show TIME》開售，並且只限於TOWER RECORDS發售。單曲首次登上Oricon公信榜，排名第162位。7月9日，第二張專輯《second 9》發售。
2009年4月4日，9nine首個專屬電台節目「什麼是9nine」開始，並於9月26日完成廣播。5月20日，DVD「It's SHOW TIME!! Ver:SAKURA '09」Part.1、2 和數位單曲同時發售。DVD「It's SHOW TIME Ver:SAKURA」的發售紀念握手会於5月24日在TOWER RECORDS新宿店舉行。10月21日，第三張單曲《Smile Again》發售。2010年1月5日，第二個專屬兼冠名電台節目開播。1月20日，9nine發售最後一張經勝利娛樂發行的單曲《光之影》，此曲同時成為下垣真香和三浦萌在畢業前的最後一張作品。

### 2010年至2012年：重組和成名
2010年9月9日，9nine更換成員，下垣真香和三浦萌宣布畢業，新成員吉井香奈惠和村田寬奈加入，唱片公司同時移籍至SME Records，並宣布即將發行新單曲《Cross Over》重新出道，自此9nine成員固定至5人，不過名稱照舊不變。10月11日，9nine重組後首個專屬電視節目「Go!Go!9nine」在TOKYO MX開始播放，直至2011年3月28日結束。11月6日，9nine在活動「綺羅星十字団・秋の総会」中作為嘉賓演出新曲《Cross Over》。《Cross Over》作為重組後的首張單曲在12月1日經SME Records發售，並成為了「STAR DRIVER」前半部的片尾曲。由於9nine與「STAR DRIVER」進行了音樂合作，因此其後半部的片头曲也採用了9nine演唱的《SHINING☆STAR》。
2011年3月9日，9nine在第六張單曲《SHINING☆STAR》發售的同時在社交網站GREE和Myspace開設了官方專頁。7月20日，第七張單曲《夏 wanna say love U》發售，A面曲被選為GREE社交遊戲電視廣告歌曲。12月21日發售的第八張單曲《滴答☆2NITE》，A面曲也成了新垣結衣主演日本電視台系劇集「亂馬½」主題曲。
2012年1月11日，首個在核心局播放的冠名節目「這樣不是偶像!?」在日本電視台開始播放。1月25日，第九張單曲《少女旅行者》發售，首次成功登上Oricon公信榜週間頭10位（第9位）。3月7日，發佈第三張專輯《9nine》。9nine在同日開設Youtube官方頻道。3月10日，持續長達一年半的電台節目「9nine之All night日本R」結束。6月20日，第十張單曲《流星之吻》發售。
2012年8月4至5日，9nine出席了一年一度的TOKYO IDOL FESTIVAL，與SKE48、櫻花學院等知名組合在台場演出。11月14日，第11張單曲《一二!殭屍 feat.好好!殭屍女孩/Brave》發售。該單曲是為電視劇「好好!殭屍女孩〜東京電視台戰記〜」而編寫的主題曲，而9nine全體成員均出演了該劇。9nine在11月18日至12月9日舉行了首個LIVE HOUSE巡迴演唱會「出張!全国LIVE HOUSE好好!巡迴 2012」（出張!全国ライブハウス好好!ツアー 2012）。相隔不足一個月後，第12張單曲《White Wishes》在12月12日發行，此曲亦同樣是一首電視劇主題曲（鄰座的怪同學的片尾曲）。
2013年2月6日，第13張單曲《colorful》發售。本曲為9nine與「STAR DRIVER」進行音樂合作的一部分，因此成為了「STAR DRIVER」劇場版的主题曲。第四張專輯《CUE》在3月13日發佈，當中收錄的13首歌曲中包含了第10至14張單曲的A面曲。9nine於短期內兩次舉行了巡迴演唱會，分別是3月15日至3月30日與東京女子流、Cheeky Parade一同進行的全国7地巡迴演唱會「HMV偶像学園presents 日本縱斷偶像亂舞 2013 supported by J:COM」（北海道、大阪、廣島、福岡、愛知、宮城、東京）；以及5月6日至6月30日於札幌、仙台、東京、名古屋、大阪、廣島和福岡舉行的第二次LIVE HOUSE巡迴演唱會「CUE唱片出發! 9nine全国 百聞<一見TOUR 2013」。在此之間，9nine亦在5月17日於香港西九龍中心參與首次海外活動「Kawaii POP Fest -supported by @JAM-」，並且演唱了歌曲和與歌迷舉行握手會，5名成員的媽媽更隨團到場觀看演出。成員在香港時也接受了亞洲電視的電視專訪。6月12日，第14張單曲《Evolution No.9》發售。在「9nine之日」（9月9日）的前一日（9月8日），9nine為歌迷舉辦了「F9GBP」（Fan 9 Global Broadcasting Party）和「9nine's Day COUNTDOWN PARTY」。

### 2013年2016年4月：武道館公演、專輯《MAGI9 PLAYLAND》
2013年11月20日發售的第15張單曲《Re:》被富士電視台採用為由堺雅人主演的連續劇《Legal high》主題曲，並在Oricon公信榜週榜獲得第六名，是組團以來最高的排名。單曲發賣當日，9nine宣布將於2014年8月21日在日本武道館舉辦單獨演唱會「9nine Dream Live in 武道館」，是團體組成9年來首次在武道館舉行公演。12月4日，9nine開始發售下年4月26日在東京中野太陽廣場舉辦的獨家演唱會「9nine Wonder Live in Sun Plaza」，門票在開賣後迅速售罄。
2014年3月12日，第16張單曲《With You/With Me》發售，並再次被電視台選中，成為電視動畫魔奇少年第2期片尾曲；此曲在CD發售之前展開的手機鈴聲下載獲得了週榜第1名 ，也在之後的Oricon公信榜達成了組合有史最高的周榜排名（第四名）。3月20和21日，9nine在廣島與Perfume共同出席演唱會「Perfume FES!!2014」，是西脇彩華首次與姐姐西脇綾香在同一舞台演出，兩人在最後互相穿上對方團體的服裝，分別演出歌曲《SPICE》、《SHINING☆STAR》和《Puppy love》，引起傳媒廣泛報道。5月10日，9nine在幕張展覽館與PASSPO☆、babyraids、東京女子流等團體一同出席一年一度的「KAWAii!! NiPPON EXPO 2014」。6月18日，9nine發行其第三張原創專輯《MAGI9 PLAYLAND》，當中的「初回生產限定盤A」版本與Perfume在翌月推出的單曲《Cling Cling》同樣附帶收錄了西脇彩華在3月與姊姊西脇綾香首次合演「Perfume FES!! 2014」特典影片的DVD。8月21日，9nine在日本武道館舉行首次單獨演唱會，入場人數達一萬，其後於12月在東京、名古屋及大阪三地舉行巡迴演唱會「9nine MAGICAL TOUR 2014」，並在除夕當日（12月31日）到神奈川縣民大堂舉行首次倒數活動「9nine MAGICAL TOUR 2014 COUNTDOWN」。
2016年4月，主力成員川島海荷宣布於同年7月正式退團，往演員路線發展。

### 2019年:Forever 9nine
2019年4月6日「9nine one man live 2019 Forever 9nine」活動結束活動休止。並於同日宣布9月9日推出當場演唱會藍光作品。
2019年5月20日，吉井香奈惠於官方網站宣布正式退出9nine組合，於藝能界引退。

## 成員
| 代表色 | 姓名          | 暱稱       | 出生日期       | 出生地     | 血型 | 備註                               |
| ------ | ------------- | ---------- | -------------- | ---------- | ---- | ---------------------------------- |
|        | 佐武宇綺 （さたけ うき） | （Ukki）   | 1992年3月8日   | 日本東京都 | A型  | 主唱                               |
|        | 西脇彩華 （にしわき さやか） | （Chapon） | 1992年9月30日  | 日本廣島縣 | A型  | 隊長、主唱 姐姐是Perfume的西脇綾香 |
|        | 村田寬奈 （むらた ひろな） | （Hiroro） | 1996年12月29日 | 日本兵庫縣 | AB型 | 領唱                               |

### 過去成員
| 姓名            | 出生日期       | 出生地       | 退出日期      | 備註                         |
| --------------- | -------------- | ------------ | ------------- | ---------------------------- |
| 松澤梓 （まつざわ あずさ）     | 1992年4月15日  | 日本神奈川縣 | 2007年1月     |                              |
| 我妻三輪子 （） | 1991年2月11日  | 日本東京都   | 2007年1月     |                              |
| 加藤瑠美 （）   | 1990年7月24日  | 日本東京都   | 2007年12月    |                              |
| 蘆田万莉惠 （） | 1990年12月23日 | 日本埼玉縣   | 2009年3月27日 | 初代隊長                     |
| 吉田茉以 （）   | 1990年10月30日 | 日本神奈川縣 | 2009年3月27日 |                              |
| 山岡美鳥 （やまおか みどり）   | 1990年11月25日 | 日本東京都   | 2009年3月27日 | 後以月宮美鳥名義進行聲優活動 |
| 下垣真香 （）   | 1991年12月15日 | 日本岡山縣   | 2010年8月31日 |                              |
| 三浦萌 （）     | 1992年12月16日 | 日本福島縣   | 2010年8月31日 | 三浦葵的妹妹                 |
| 川島海荷 （かわしま うみか）   | 1994年3月3日   | 日本埼玉縣   | 2016年7月23日 | 團體中知名度最高的成員       |
| 吉井香奈惠 （よしい かなえ） | 1993年4月8日   | 日本大阪府   | 2019年5月20日 | 團體活動休止後，首位退團者   |

## 唱片

### 單曲
| ＃           | 發售日         | 單曲名稱                           | 形態 | 收錄專輯       | Oricon週榜 最高排名                                       | 音樂影片                                                  |
| GATE RECORDS | GATE RECORDS   | GATE RECORDS                       | GATE RECORDS | GATE RECORDS   | GATE RECORDS                                              | GATE RECORDS                                              |
| ------------ | -------------- | ---------------------------------- | --- | -------------- | --------------------------------------------------------- | --------------------------------------------------------- |
| 1            | 2006年2月14日  | Sweet Snow                         | CD+DVD CD | －             | －                                                        | －                                                        |
| 勝利娛樂     |                |                                    | |                |                                                           |                                                           |
| 2            | 2008年6月4日   | Show TIME                          | CD | second 9       | 162位                                                     | －                                                        |
| 3            | 2009年10月21日 | Smile Again                        | 初回限定盤A（CD） 初回限定盤B（CD） | －             | 44位                                                      | 預覽版（页面存档备份，存于）                              |
| 4            | 2010年1月20日  | 光之影                             | 初回限定盤A（CD） 初回限定盤B（CD） | 28位           | 預覽版（页面存档备份，存于）                              |                                                           |
| SME Records  |                |                                    | |                |                                                           |                                                           |
| 5            | 2010年12月1日  | Cross Over                         | 初回生產限定盤（CD+DVD） 期間限定生產盤（CD） 通常盤（CD）                                                                                                | 9nine          | 25位                                                      | 完整版（页面存档备份，存于）                              |
| 6            | 2011年3月9日   | SHINING☆STAR                       | 初回生產限定盤（CD+DVD） 期間限定生產盤（CD） 通常盤（CD）                                                                                                | 13位           | 完整版（页面存档备份，存于）                              |                                                           |
| 7            | 2011年7月20日  | 夏 wanna say love U                | 初回生產限定盤A（CD+DVD） 初回生產限定盤B（CD+DVD） 通常盤（CD）                                                                                          | 15位           | 完整版（页面存档备份，存于）                              |                                                           |
| 8            | 2011年12月21日 | 滴答☆2NITE                         | 初回生產限定盤A（CD+DVD） 初回生產限定盤B（CD+DVD） 初回生產限定盤C（CD+DVD） 通常盤（CD）                                                                | 12位           | 完整版（页面存档备份，存于）                              |                                                           |
| 9            | 2012年1月25日  | 少女旅行者                         | 初回生產限定盤A（CD+DVD） 初回生產限定盤B（CD+DVD） 初回生產限定盤C（CD+DVD） 通常盤（CD）                                                                | 9位            | 完整版（页面存档备份，存于）                              |                                                           |
| 10           | 2012年6月20日  | 流星之吻                           | 初回生產限定盤A（CD+DVD） 初回生產限定盤B（CD+DVD） 初回生產限定盤C（CD+DVD） 通常盤（CD）                                                                | CUE            | 10位                                                      | 完整版（页面存档备份，存于）                              |
| 11           | 2012年11月14日 | 一二!殭屍 feat.好好!殭屍女孩/Brave | 初回生產限定盤A（CD+DVD） 初回生產限定盤B（CD+DVD） 通常盤1（CD） 通常盤2（CD）                                                                           | 11位           | 完整版（页面存档备份，存于）                              |                                                           |
| 12           | 2012年12月12日 | White Wishes                       | 初回生產限定盤A（CD+DVD） 初回生產限定盤B（CD+DVD） 初回生產限定盤C（CD+DVD） 期間限定初回仕樣盤（CD） 通常盤（CD）                                       | 11位           | 完整版（页面存档备份，存于）                              |                                                           |
| 13           | 2013年2月6日   | colorful                           | 初回生產限定盤A（CD+DVD） 初回生產限定盤B（CD+DVD） 期間限定初回仕樣盤（豪華STAR DRIVER盤）（CD+DVD） 通常盤（CD）                                        | 13位           | 完整版（页面存档备份，存于） 舞蹈版（页面存档备份，存于） |                                                           |
| 14           | 2013年6月12日  | Evolution No.9                     | 初回生產限定盤A（CD+DVD） 初回生產限定盤B（CD+12P相片集） 通常盤（CD）                                                                                    | MAGI9 PLAYLAND | 11位                                                      | 完整版（页面存档备份，存于） 舞蹈版（页面存档备份，存于） |
| 15           | 2013年11月20日 | Re:                                | 初回生產限定盤A（CD+DVD） 初回生產限定盤B（CD+DVD） 初回生產限定盤C（CD+DVD） 初回生產限定盤D（CD+16P相片集） 通常盤（CD）                                | 6位            | 完整版（页面存档备份，存于） 舞蹈版（页面存档备份，存于） |                                                           |
| 16           | 2014年3月12日  | With You/With Me                   | 初回生產限定盤A（CD+DVD） 初回生產限定盤B（CD+DVD） 初回生產限定盤C（CD+DVD） 初回生產限定盤D（CD+16P相片集） 期間生產限定盤（Magi盤）（CD） 通常盤（CD） | 4位            | 完整版（页面存档备份，存于）                              |                                                           |
| 17           | 2015年6月17日  | HAPPY 7 DAYS                       | 初回生產限定盤A（CD+DVD） 初回生產限定盤B（CD+相片集） 通常盤（CD） 完全生產限定盤（「9nine Live Circuit」門票及商品）（CD）                              |                | 8位                                                       | TV Ver.（页面存档备份，存于）                             |
| 18           | 2015年8月26日  | MY ONLY ONE                        | 初回生產限定盤A（CD+DVD） 初回生產限定盤B（CD+相片集） 通常盤（CD） 動畫盤（CD）                                                                          |                |                                                           |                                                           |

### 專輯
| ＃ | 發售日        | 專輯名稱       | 形態                                                                     | Oricon週榜 最高排名 |
| -- | ------------- | -------------- | ------------------------------------------------------------------------ | ------------------- |
| 1  | 2007年3月21日 | first 9        | CD                                                                       | －                  |
| 2  | 2008年7月9日  | second 9       | CD                                                                       | 186位               |
| 3  | 2012年3月7日  | 9nine          | CD+DVD CD+相片集 CD                                                      | 8位                 |
| 4  | 2013年3月13日 | CUE            | 初回生產限定盤A（2CD+DVD） 初回生產限定盤B（CD+DVD+相片集） 通常盤（CD） | 15位                |
| 5  | 2014年6月18日 | MAGI9 PLAYLAND | 初回生產限定盤A（CD+DVD） 初回生產限定盤B（CD+24頁相片集） 通常盤（CD）  | 9位                 |

### DVD
| ＃          | 發售日        | DVD名稱                                | 形態        | Oricon週榜 最高排名 |
| 勝利娛樂    | 勝利娛樂      | 勝利娛樂                               | 勝利娛樂    | 勝利娛樂            |
| ----------- | ------------- | -------------------------------------- | ----------- | ------------------- |
| 1           | 2009年5月20日 | It's SHOW TIME!! Ver:SAKURA '09 Part.1 | DVD         | －                  |
| 2           | 2009年5月20日 | It's SHOW TIME!! Ver:SAKURA '09 Part.2 | DVD         | －                  |
| SME Records |               |                                        |             |                     |
| 3           | 2013年4月24日 | 9nine聖誕2012〜聖夜大奏動♪〜           | DVD Blu-ray | 94位                |

### 數位限定單曲
| ＃ | 發佈日        | 曲名           | 作詞、作曲、編曲                                       | 收錄單曲／專輯                  |
| -- | ------------- | -------------- | ------------------------------------------------------ | ------------------------------- |
| 1  | 2006年7月26日 | Shine          | 作詞：Qoonie 作曲：GMK 編曲：戶倉弘智                  | －                              |
| 2  | 2006年8月30日 | 夏服           | 作詞、作曲：Qoonie 編曲：戶倉弘智                      | －                              |
| 3  | 2007年2月14日 | 白色花瓣（白い華）   | 作曲：山下知惠 作詞：天野月子 編曲：戶倉弘智、藤田謙一 | first 9                         |
| 4  | 2008年4月30日 | sky（CM Ver.） | 作詞：As 作曲：安井宏之 編曲：戶倉弘智                 | second 9                        |
| 5  | 2008年6月25日 | 旋轉木馬（メリーゴーランド）   | 作詞：山下知惠 作曲： 編曲：山田章典                   | second 9                        |
| 6  | 2009年3月25日 | 櫻花前奏（サクラプレリュード）   | 作詞：As 作曲：安井宏之 編曲：山田章典                 | Smile Again （初回生產限定盤B） |
| 7  | 2009年5月20日 | 失衡（アンバランス）       | 作詞：As 作曲：KOUYA 編曲：山田章典                    | Smile Again （初回生產限定盤A） |
| 8  | 2009年7月29日 | Happy×2 Eyes   | 作詞、作曲：COZ 編曲：TAKA                             | 光之影 （初回生產限定盤A）      |

## 出演

### 專屬綜藝節目
- Go!Go!9nine（日语：Go!Go!9nine）（2010年9月27日 - 2011年3月28日、TOKYO MX）
- 這樣不是偶像!?（日语：こんなのアイドルじゃナイン!?）（2012年1月11日 - 3月28日、日本電視台）

### 電台節目
- 什麼是9nine（日语：9nineなんです）（2009年4月4日 - 2009年9月26日、FM NACK5）
- （2010年1月5日 - 2010年6月29日、STAR digio（日语：スターデジオ））
- 9nine之All night日本R（日语：9nineのオールナイトニッポンR）（2010年10月9日 - 2012年3月10日 、日本放送）
- wktk電台学園（日语：wktkラヂオ学園）（2013年4月6日 - 4月27日、NHK廣播第1頻率）

### 網上節目
- 音樂Nico電 9nine和NicoNico生電話!!～「夏 wanna say love U」發賣紀念SP～（ミュージックニコ電 9nineとニコニコ生電話!!～「夏 wanna say love U」発売記念SP～）（Niconico生放送、2011年7月20日）
- 9月9日是9nine的日子!（9月9日は9nineの日!）（NicoNico直播、2012年9月9日）
- F9GBP － Fan 9 Global Broadcasting Party（Ustream、2013年9月8日）
- 「9nine's Day」 COUNTDOWN PARTY（Ustream、2013年9月8日）
- F9GBP － Fan 9 Global Broadcasting Program（Ustream、2013年10月24日 - ）

### 雜誌連載
- Kindai（2008年 - 2009年、近代電影社（日语：近代映画社））

## 備註
1. 1 2 3 4 5 6 7 8 9 10 11 12 13 14 15 16  所有由SME Records 9nine官方頻道上載的音樂影片均只限日本國內觀看。

## 外部連結
- 9nine官方網站（页面存档备份，存于）
- 9nine 官方歌迷會
- 9nine的X（前Twitter）
- 9nine 官方網誌（页面存档备份，存于）
- SME Records 9nine專頁（页面存档备份，存于）
- YouTube上的9nine 索尼音樂娛樂官方頻道（僅限日本國內瀏覽）